# Леладзе, Георгий Давидович
Георгий Давидович Лела́дзе (1919—1993) — советский архитектор. Участник Великой Отечественной войны, командир батальона, капитан, Герой Советского Союза.

## Биография

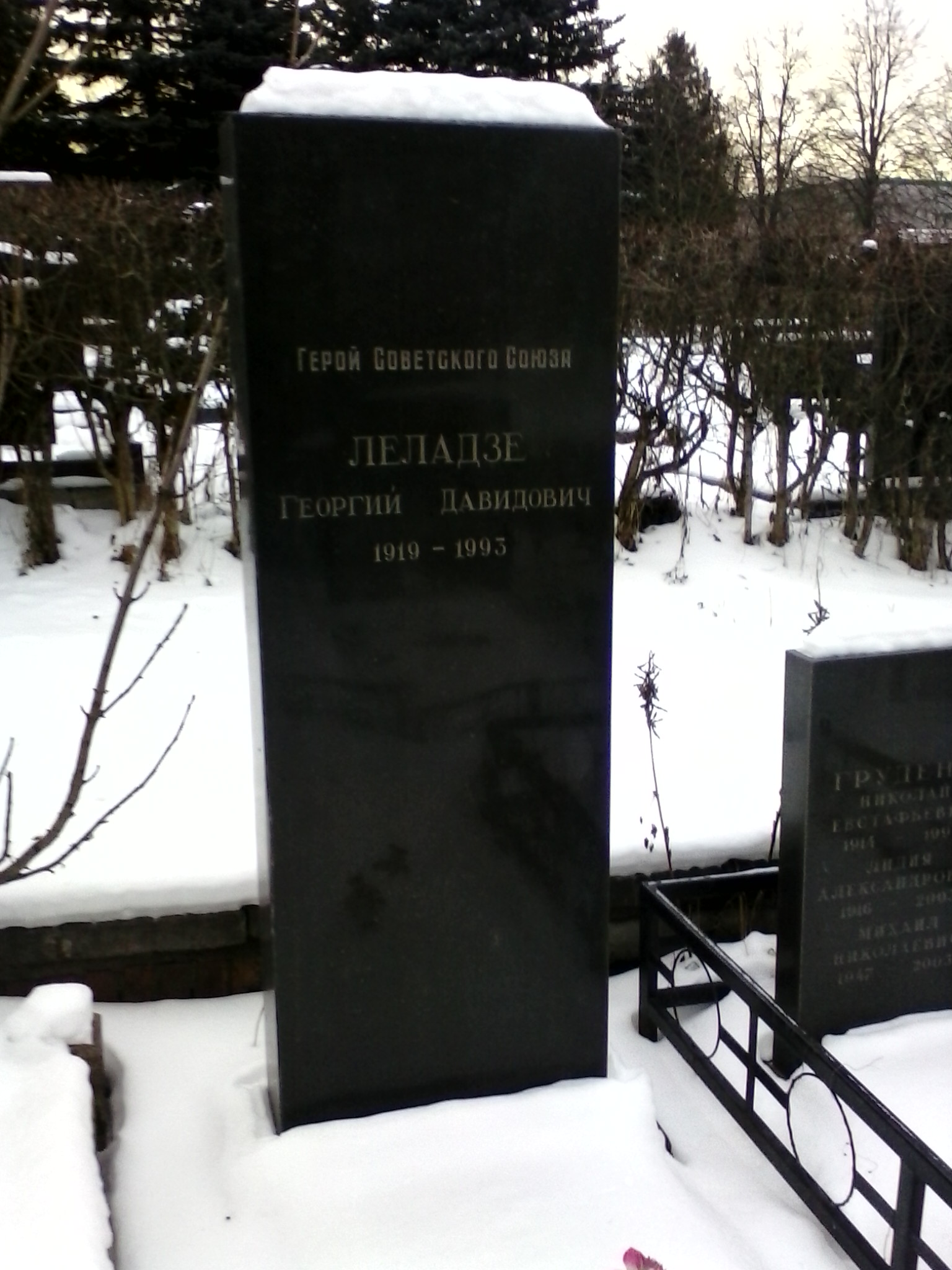
Могила Леладзе на Троекуровском кладбище Москвы.

Родился 16 ноября 1919 года в селе Патрикети (вошло в состав города Цхалтубо), Грузия, в крестьянской семье. Грузин. Образование среднее. В 1938 году, после окончания школы, уехал в Москву и поступил в Московский архитектурный институт. С началом Великой Отечественной войны работал на строительстве укреплений на подступах к столице.
В Красной Армии с августа 1941 года. Службу начал красноармейцем в 96-м запасном стрелковом полку 31-й запасной стрелковой дивизии (Алабино). В октябре 1941 года был направлен на учёбу во Владимирское военное пехотное училище. В 1942 году окончил его. С мая 1942 года — в составе 15-й стрелковой дивизии. Командовал миномётным взводом и миномётной ротой 321-го стрелкового полка. В 1942 году вступил в ВКП(б).
Старший лейтенант Леладзе, командуя минометной ротой 321-го стрелкового полка, принимал участие в сражениях на Курской дуге. Его полк прикрывал отход советских частей на новые позиции в районе населённых пунктов Поныри и Ольховатка. Миномётные расчеты плотным огнём успешно пресекали попытки немецкой пехоты подняться в атаку. За трое суток миномётчикам удалось уничтожить не меньше сотни гитлеровцев.
При форсировании Днепра Георгий Леладзе и группа бойцов одними из первых смогли переправиться на западный берег. Затем отбили у противника две пушки и, повернув их в сторону противника, открыли огонь.
В другом боевом эпизоде, при форсировании реки Нарев, когда командир батальона получил ранение, капитан Леладзе принял командование на себя и успешно справился с поставленной батальону боевой задачей. Был представлен к званию Героя Советского Союза, но награждён орденом Ленина.
С октября 1944 года капитан Леладзе командовал батальоном 321-го стрелкового полка 15-й стрелковой дивизии. Беспримерную отвагу проявил при форсировании реки Вислы. 27 января 1945 года его батальон с ходу форсировал реку и захватил плацдарм в районе деревни Гросс-Вестпален (у города Грудзёндз, Польша). Красноармейцы, отражая контратаки противника, удерживали захваченные позиции двое суток, пока не подошло подкрепление.
Указом Президиума Верховного Совета СССР от 10 апреля 1945 года за образцовое выполнение заданий командования и проявленные мужество и героизм в боях с немецко-фашистскими захватчиками капитану Леладзе Г. Д. присвоено звание Героя Советского Союза с вручением ордена Ленина и медали «Золотая Звезда» за номером 5494.
Георгий Леладзе участвовал в Параде Победы в Москве. В том же 1945 году уволился в запас.
Вернулся в Москву, в 1951 году окончил Московский архитектурный институт. Работал в Отделе школ и внешкольных учреждений в ЦНИИЭП учебных зданий под руководством В. И. Степанова. Младший научный сотрудник с 1951 года, старший научный сотрудник с 1970 года. Член Союза архитекторов СССР с 1975 года.
Автор проектов школ и клубов. В частности, в начале 1950-х годов совместно с А. К. Чалдымовым разработал типовой проект школы на 400 учащихся. Принимал участие в архитектурных конкурсах.
Жил в Москве по адресу: Хорошёвское шоссе, 90. Скончался 15 октября 1993 года. Похоронен в Москве на Троекуровском кладбище (участок № 2).

## Награды
Два ордена Ленина, орден Суворова 3-й степени, два ордена Отечественной войны 1-й степени, орден Отечественной войны 2-й степени, орден Дружбы народов, орден Красной Звезды, медали.

## Сочинения
- Чалдымов А. К., Степанов В. И., Леладзе Г. Д. Новые типы зданий общеобразовательных трудовых политехнических школ. Сборник научных сообщений № 3. Госстройиздат, М., 1961.
- Чалдымов А. К., Степанов В. И., Леладзе Г. Д. и др. Школы и школы-интернаты. Стройиздат, М., 1964.